# Kvalifikation til EM i fodbold for kvinder 2013
Kvalifikationsrunder til EM i fodbold for kvinder 2013 afgjorde hvilke 11 hold der sammen med Sverige, der var vært for 2013-turneringen, skulle deltage i europamesterskabet.

## Præliminær runde
Otte hold blev delt op i to grupper på fire hold. De to gruppevindere kvalificerede sig til selve kvalifikationsrunden. Lodtrækningen fandt sted den 3. december 2010. Kampene blev spillet fra 3. til 8. marts 2011. Værterne for de to præliminære runder fremhæves med kursiv.

### Gruppe 1
| Hold           | K | V | U | T | M+ | M- | MF | Pts |
| -------------- | - | - | - | - | -- | -- | -- | --- |
| Nordmakedonien | 3 | 2 | 1 | 0 | 7  | 2  | +5 | 7   |
| Litauen        | 3 | 1 | 1 | 1 | 5  | 3  | +2 | 4   |
| Luxembourg     | 3 | 1 | 0 | 2 | 4  | 9  | –5 | 3   |
| Letland        | 3 | 1 | 0 | 2 | 1  | 3  | –2 | 3   |

| 3. marts 2011 13:00 |

| Litauen     | 1 – 1   | Nordmakedonien |
| ----------- | ------- | -------------- |
| Budrytė 71' | Rapport | Andonova 21' · |

| Stadion Mladost, Strumica Tilskuere: 15 Dommer: Simona Ghisletta (Scweiz) |

| 3. marts 2011 13:00 |

| Luxembourg                          | 2 – 0   | Letland |
| ----------------------------------- | ------- | ------- |
| Settanni 60' (str.) · Berscheid 70' | Rapport |         |

| Stadion Kukuš, Strumica Tilskuere: 70 Dommer: Marija Margareta Damjanovic (Kroatien) |

| 5. marts 2011 13:00 |

| Luxembourg   | 1 – 5   | Nordmakedonien                                               |
| ------------ | ------- | ------------------------------------------------------------ |
| Settanni 82' | Rapport | Andonova 21', 62' · Brahimi 24' · Salihi 59' · Rochi 90+3' · |

| Stadion Mladost, Strumica Tilskuere: 75 Dommer: Simona Ghisletta (Scweiz) |

| 5. marts 2011 13:00 |

| Letland      | 1 – 0   | Litauen |
| ------------ | ------- | ------- |
| Sokolova 13' | Rapport |         |

| Stadion Kukuš, Strumica Tilskuere: 30 Dommer: Ivana Projkovska (Makedonien) |

| 8. marts 2011 13:00 |

| Litauen                                                 | 4 – 1   | Luxembourg     |
| ------------------------------------------------------- | ------- | -------------- |
| Imanalijeva 45+2', 85' · Vanagaitė 48' · Stasiulytė 59' | Rapport | Thompson 65' · |

| Stadion Mladost, Strumica Tilskuere: 20 Dommer: Marija Margareta Damjanovic (Kroatien) |

| 8. marts 2011 13:00 |

| Nordmakedonien | 1 – 0   | Letland |
| -------------- | ------- | ------- |
| Rochi 31'      | Rapport |         |

| Stadion Kukuš, Strumica Tilskuere: 100 Dommer: Sabine Bonnin (Frankrig) |

### Gruppe 2
| Hold     | K | V | U | T | M+ | M- | MF | Pts |
| -------- | - | - | - | - | -- | -- | -- | --- |
| Armenien | 3 | 1 | 2 | 0 | 2  | 1  | +1 | 5   |
| Malta    | 3 | 1 | 1 | 1 | 2  | 3  | –1 | 4   |
| Georgien | 3 | 1 | 1 | 1 | 1  | 1  | 0  | 4   |
| Færøerne | 3 | 1 | 0 | 2 | 2  | 2  | 0  | 3   |

| 3. marts 2011 11:00 |

| Georgien | 0 – 1   | Malta              |
| -------- | ------- | ------------------ |
|          | Rapport | D'Agostino 90+1' · |

| Ta' Qali National Stadium, Ta' Qali Tilskuere: 220 Dommer: Pernilla Larsson (Sverige) |

| 3. marts 2011 14:00 |

| Færøerne | 0 – 1   | Armenien       |
| -------- | ------- | -------------- |
|          | Rapport | Kostanyan 8' · |

| Ta' Qali National Stadium, Ta' Qali Tilskuere: 30 Dommer: Sjoukje de Jong (Holland) |

| 5. marts 2011 11:00 |

| Armenien | 0 – 0   | Georgien |
| -------- | ------- | -------- |
|          | Rapport |          |

| Ta' Qali National Stadium, Ta' Qali Tilskuere: 30 Dommer: Pernilla Larsson (Sverige) |

| 5. marts 2011 14:00 |

| Færøerne                      | 2 – 0   | Malta |
| ----------------------------- | ------- | ----- |
| Josephsen 26' · O. Hansen 86' | Rapport |       |

| Ta' Qali National Stadium, Ta' Qali Tilskuere: 250 Dommer: Lilach Asulin (Israel) |

| 8. marts 2011 11:00 |

| Georgien          | 1 – 0   | Færøerne |
| ----------------- | ------- | -------- |
| Chichinadze 90+5' | Rapport |          |

| Ta' Qali National Stadium, Ta' Qali Tilskuere: 20 Dommer: Lilach Asulin (Israel) |

| 8. marts 2011 14:00 |

| Malta         | 1 – 1   | Armenien          |
| ------------- | ------- | ----------------- |
| Cuschieri 14' | Rapport | Mangasaryan 64' · |

| Ta' Qali National Stadium, Ta' Qali Tilskuere: 250 Dommer: Sjoukje de Jong (Holland) |

## Kvalifikationsrunde
De to vindere af præliminærrunden gik videre til de 36 toprangerede nationer, med undtagelse af Sverige, der allerede var kvalificeret, og spillede i fire grupper på fem hold og tre grupper på seks hold. Gruppevinderne og det højest rangerede hold blandt toerne kvalificerede sig til slutspillet. De andre seks toere skulle spille 3 play-off kampe og returkampe, hvor vinderne også gik videre til slutspillet. Denne runde løb fra september 2011 til september 2012.

### Seeding
| Lag A                                                            | Lag B                                                    | Lag C                                                      | Lag D                                                       | Lag E |
| ---------------------------------------------------------------- | -------------------------------------------------------- | ---------------------------------------------------------- | ----------------------------------------------------------- | --- |
| Tyskland (Holder) Norge England Frankrig Italien Danmark Finland | Rusland Holland Island Spanien Ukraine Skotland Tjekkiet | Schweiz Polen Irland Østrig Belgien Hviderusland Slovenien | Ungarn Serbien Portugal Grækenland Slovakiet Rumænien Wales | Bulgarien Nordirland Tyrkiet Israel Estland Kroatien Kasakhstan Bosnien-Hercegovina Armenien Nordmakedonien |

På grund af risikoen for at Bosnien og Henzegovinas fodboldforbund kunne blive suspenderet at FIFA, blev Bosnien og Herzegovina automatisk trukket i en sjete position i Gruppe 1 for at undgå risikoen for at stå tilbage med en gruppe på fem hold, der reduceres til fire hold. Lodtrækningen blev foretaget den 24. marts 2011.

### Gruppe 1
| Kvalifikation til EM i fodbold for kvinder 2013 - gruppe 1 | \| Bosnien-Hercegovina \| – \| 1–1 \| 0–1 \| 1–0 \| 0–2 \| 0–1 \| \| Grækenland \| 2–3 \| – \| 0–0 \| 2–2 \| 1–1 \| 0–4 \| \| Italien \| 4–0 \| 2–0 \| – \| 9–0 \| 1–0 \| 2–0 \| \| Nordmakedonien \| 2–6 \| 1–1 \| 0–9 \| – \| 0–3 \| 0–6 \| \| Polen \| 4–0 \| 2–0 \| 0–5 \| 4–0 \| – \| 0–3 \| \| Rusland \| 4–1 \| 4–0 \| 0–2 \| 8–0 \| 1–1 \| – \| |            |         |                |       |         |
|                                                            | Bosnien-Hercegovina | Grækenland | Italien | Nordmakedonien | Polen | Rusland |
| Bosnien-Hercegovina                                        | – | 1–1        | 0–1     | 1–0            | 0–2   | 0–1     |
| Grækenland                                                 | 2–3 | –          | 0–0     | 2–2            | 1–1   | 0–4     |
| Italien                                                    | 4–0 | 2–0        | –       | 9–0            | 1–0   | 2–0     |
| Nordmakedonien                                             | 2–6 | 1–1        | 0–9     | –              | 0–3   | 0–6     |
| Polen                                                      | 4–0 | 2–0        | 0–5     | 4–0            | –     | 0–3     |
| Rusland                                                    | 4–1 | 4–0        | 0–2     | 8–0            | 1–1   | –       |

- Polen–Rusland kampen endte oprindeligt 0-2 men UEFA dømte resultatet til at Rusland vandt kampen 3-0.

### Gruppe 2
| Kvalifikation til EM i fodbold for kvinder 2013 - gruppe 2 | \| Tyskland \| – \| 17–0 \| 5–0 \| 5–0 \| 4–1 \| 10–0 \| \| Kasakhstan \| 0–7 \| – \| 0–3 \| 0–4 \| 1–0 \| 2–0 \| \| Rumænien \| 0–3 \| 3–0 \| – \| 0–4 \| 4–2 \| 7–1 \| \| Spanien \| 2–2 \| 13–0 \| 0–0 \| – \| 3–2 \| 4–0 \| \| Schweiz \| 0–6 \| 8–1 \| 4–1 \| 4–3 \| – \| 5–0 \| \| Tyrkiet \| 0–5 \| 0–0 \| 1–2 \| 1–10 \| 1–3 \| – \| |            |          |         |         |         |
|                                                            | Tyskland | Kasakhstan | Rumænien | Spanien | Schweiz | Tyrkiet |
| Tyskland                                                   | – | 17–0       | 5–0      | 5–0     | 4–1     | 10–0    |
| Kasakhstan                                                 | 0–7 | –          | 0–3      | 0–4     | 1–0     | 2–0     |
| Rumænien                                                   | 0–3 | 3–0        | –        | 0–4     | 4–2     | 7–1     |
| Spanien                                                    | 2–2 | 13–0       | 0–0      | –       | 3–2     | 4–0     |
| Schweiz                                                    | 0–6 | 8–1        | 4–1      | 4–3     | –       | 5–0     |
| Tyrkiet                                                    | 0–5 | 0–0        | 1–2      | 1–10    | 1–3     | –       |

Spaniens María Paz Vilas satte en ny turneringsrekord, da hun scorede syv mål mod Kasakhstan.

### Gruppe 3
| Kvalifikation til EM i fodbold for kvinder 2013 - gruppe 3 | \| Belgien \| – \| 5–0 \| 2–1 \| 1–0 \| 2–2 \| 0–1 \| \| Bulgarien \| 0–1 \| – \| 0–4 \| 0–10 \| 0–1 \| 0–3 \| \| Ungarn \| 1–3 \| 9–0 \| – \| 0–1 \| 2–2 \| 0–5 \| \| Island \| 0–0 \| 6–0 \| 3–0 \| – \| 2–0 \| 3–1 \| \| Nordirland \| 0–2 \| 4–1 \| 0–1 \| 0–2 \| – \| 3–1 \| \| Norge \| 3–2 \| 11–0 \| 6–0 \| 2–1 \| 2–0 \| – \| |           |        |        |            |       |
|                                                            | Belgien | Bulgarien | Ungarn | Island | Nordirland | Norge |
| Belgien                                                    | – | 5–0       | 2–1    | 1–0    | 2–2        | 0–1   |
| Bulgarien                                                  | 0–1 | –         | 0–4    | 0–10   | 0–1        | 0–3   |
| Ungarn                                                     | 1–3 | 9–0       | –      | 0–1    | 2–2        | 0–5   |
| Island                                                     | 0–0 | 6–0       | 3–0    | –      | 2–0        | 3–1   |
| Nordirland                                                 | 0–2 | 4–1       | 0–1    | 0–2    | –          | 3–1   |
| Norge                                                      | 3–2 | 11–0      | 6–0    | 2–1    | 2–0        | –     |

### Gruppe 4
| Kvalifikation til EM i fodbold for kvinder 2013 - gruppe 4 | \| Frankrig \| – \| 5–0 \| 4–0 \| 2–0 \| 4–0 \| \| Israel \| 0–5 \| – \| 0–2 \| 1–6 \| 0–2 \| \| Irland \| 1–3 \| 2–0 \| – \| 0–1 \| 0–1 \| \| Skotland \| 0–5 \| 8–0 \| 2–1 \| – \| 2–2 \| \| Wales \| 1–4 \| 5–0 \| 0–2 \| 1–2 \| – \| |        |        |          |       |
|                                                            | Frankrig | Israel | Irland | Skotland | Wales |
| Frankrig                                                   | – | 5–0    | 4–0    | 2–0      | 4–0   |
| Israel                                                     | 0–5 | –      | 0–2    | 1–6      | 0–2   |
| Irland                                                     | 1–3 | 2–0    | –      | 0–1      | 0–1   |
| Skotland                                                   | 0–5 | 8–0    | 2–1    | –        | 2–2   |
| Wales                                                      | 1–4 | 5–0    | 0–2    | 1–2      | –     |

### Gruppe 5
| Kvalifikation til EM i fodbold for kvinder 2013 - gruppe 5 | \| Hviderusland \| – \| 2–1 \| 2–2 \| 1–0 \| 0–5 \| \| Estland \| 2–4 \| – \| 0–5 \| 0–2 \| 1–4 \| \| Finland \| 4–0 \| 6–0 \| – \| 2–0 \| 0–1 \| \| Slovakiet \| 3–0 \| 3–1 \| 0–1 \| – \| 0–2 \| \| Ukraine \| 0–1 \| 5–0 \| 1–2 \| 0–0 \| – \| |         |         |           |         |
|                                                            | Hviderusland | Estland | Finland | Slovakiet | Ukraine |
| Hviderusland                                               | – | 2–1     | 2–2     | 1–0       | 0–5     |
| Estland                                                    | 2–4 | –       | 0–5     | 0–2       | 1–4     |
| Finland                                                    | 4–0 | 6–0     | –       | 2–0       | 0–1     |
| Slovakiet                                                  | 3–0 | 3–1     | 0–1     | –         | 0–2     |
| Ukraine                                                    | 0–1 | 5–0     | 1–2     | 0–0       | –       |

### Gruppe 6
| Kvalifikation til EM i fodbold for kvinder 2013 - gruppe 6 | \| Kroatien \| – \| 0–6 \| 0–3 \| 1–4 \| 3–3 \| \| England \| 3–0 \| – \| 1–0 \| 2–0 \| 4–0 \| \| Holland \| 2–0 \| 0–0 \| – \| 6–0 \| 3–1 \| \| Serbien \| 4–2 \| 2–2 \| 0–4 \| – \| 3–0 \| \| Slovenien \| 1–0 \| 0–4 \| 0–2 \| 1–2 \| – \| |         |         |         |           |
|                                                            | Kroatien | England | Holland | Serbien | Slovenien |
| Kroatien                                                   | – | 0–6     | 0–3     | 1–4     | 3–3       |
| England                                                    | 3–0 | –       | 1–0     | 2–0     | 4–0       |
| Holland                                                    | 2–0 | 0–0     | –       | 6–0     | 3–1       |
| Serbien                                                    | 4–2 | 2–2     | 0–4     | –       | 3–0       |
| Slovenien                                                  | 1–0 | 0–4     | 0–2     | 1–2     | –         |

### Gruppe 7
| Kvalifikation til EM i fodbold for kvinder 2013 - gruppe 7 | \| Armenien \| – \| 2–4 \| 0–2 \| 0–5 \| 0–8 \| \| Østrig \| 3–0 \| – \| 1–1 \| 3–1 \| 1–0 \| \| Tjekkiet \| 5–0 \| 2–3 \| – \| 0–2 \| 1–0 \| \| Danmark \| 11–0 \| 3–0 \| 1–0 \| – \| 2–0 \| \| Portugal \| 6–0 \| 0–1 \| 2–5 \| 0–3 \| – \| |        |          |         |          |
|                                                            | Armenien | Østrig | Tjekkiet | Danmark | Portugal |
| Armenien                                                   | – | 2–4    | 0–2      | 0–5     | 0–8      |
| Østrig                                                     | 3–0 | –      | 1–1      | 3–1     | 1–0      |
| Tjekkiet                                                   | 5–0 | 2–3    | –        | 0–2     | 1–0      |
| Danmark                                                    | 11–0 | 3–0    | 1–0      | –       | 2–0      |
| Portugal                                                   | 6–0 | 0–1    | 2–5      | 0–3     | –        |

### Ranking af toere
Det højest rangerede hold blandt toerne fra grupperne, kvalificerer sig automatisk til turneringen, mens resten af holdene på andenplads vil spille i en play-off runde. Eftersom at nogle grupper består af seks hold og nogle af fem hold, vil kampe mod hold på sjeteplads ikke tælle med i denne ranking. Som et resultat, blev i alt otte kampe der blev spillet mod hvert hold talt med i tabellen over rangering af toere.
Holland sluttede som den bedste toer.
| Grp | Hold     | K | V | U | T | M+ | M- | MF  | Pts |
| --- | -------- | - | - | - | - | -- | -- | --- | --- |
| 6   | Holland  |   | 6 | 1 | 1 | 20 | 2  | +18 | 19  |
| 7   | Østrig   |   | 6 | 1 | 1 | 16 | 9  | +7  | 19  |
| 5   | Ukraine  |   | 5 | 1 | 2 | 18 | 4  | +14 | 16  |
| 1   | Rusland  |   | 5 | 1 | 2 | 17 | 6  | +11 | 16  |
| 4   | Skotland |   | 5 | 1 | 2 | 21 | 12 | +9  | 16  |
| 3   | Island   |   | 5 | 1 | 2 | 12 | 4  | +8  | 16  |
| 2   | Spanien  |   | 4 | 2 | 2 | 29 | 13 | +16 | 14  |

## Play-off runde
De seks hold der gik videre til play-off runden som toere, skulle spille mod hinanden, for at finde frem til de tre hold, der kvalificerede sig til slutspillet. Det blev afgjort med lodtrækning, hvem der skulle spille mod hvem i en hjemme og en udekamp. De tre nationer med de højeste UEFA koefficienter blev seedet og skulle spille deres 2. kamp på hjemmebane. 
Lodtrækningen fandt sted fredag den 21. september 2012 kl. 12:45 lokal tid på UEFA hovedkvarteret i Nyon, Schweiz.
De seedede hold var Island, Rusland og Spanien.
| Hold 1   | Samlet | Hold 2  | 1. kamp | 2. kamp      |
| -------- | ------ | ------- | ------- | ------------ |
| Skotland | 3–4    | Spanien | 1–1     | 2–3 (a.e.t.) |
| Ukraine  | 4–6    | Island  | 2–3     | 2–3          |
| Østrig   | 1–3    | Rusland | 0–2     | 1–1          |

### Første kamp
| 20. oktober 2012 15:00 |

| Skotland          | 1–1     | Spanien       |
| ----------------- | ------- | ------------- |
| Little 26' (str.) | Rapport | Adriana 30' · |

| Hampden Park, Glasgow Tilskuere: 4.058 Dommer: Esther Staubli (Switzerland) |

| 20. oktober 2012 15:00 |

| Ukraine                    | 2–3     | Island                                                 |
| -------------------------- | ------- | ------------------------------------------------------ |
| Romanenko 39' · Chorna 51' | Rapport | Ómarsdóttir 5' · Magnúsdóttir 25' · Viðarsdóttir 64' · |

| Sport Complex, Sevastopol Tilskuere: 1.000 Dommer: Kirsi Heikkinen (Finland) |

| 21. oktober 2012 18:30 |

| Østrig | 0–2     | Rusland                           |
| ------ | ------- | --------------------------------- |
|        | Rapport | Savchenkova 25' · Shljapina 43' · |

| NV Arena, Sankt Pölten Tilskuere: 3.600 Dommer: Jenny Palmqvist (Sverige) |

### Returkamp
| 24. oktober 2012 18:00 |

| Spanien                                      | 3–2     | Skotland                    |
| -------------------------------------------- | ------- | --------------------------- |
| Adriana 74' · Meseguer 113' · Boquete 120+2' | Rapport | Mitchell 62' · Little 98' · |

| La Ciudad del Fútbol, Madrid Tilskuere: 800 Dommer: Bibiana Steinhaus (Tyskland) |

Spanien vandt 4–3 sammenlagt.
| 25. oktober 2012 17:00 |

| Rusland        | 1–1     | Østrig         |
| -------------- | ------- | -------------- |
| Kostyukova 30' | Rapport | Puntigam 75' · |

| Olimp – 2, Rostov-on-Don Tilskuere: 5.000 Dommer: Efthalia Mitsi (Grækenland) |

Rusland vandt 3–1 sammenlagt.
| 25. oktober 2012 20:30 |

| Island                                                 | 3–2     | Ukraine                         |
| ------------------------------------------------------ | ------- | ------------------------------- |
| Viðarsdóttir 8' · Ómarsdóttir 12' · Brynjarsdóttir 76' | Rapport | Dyatel 36' · Apanaschenko 72' · |

| Laugardalsvöllur, Reykjavík Tilskuere: 6.647 Dommer: Teodora Albon (Rumænien) |

Island vandt 6–4 sammenlagt.

## Topscorere
Topscorere ved kvalifikationen til EM i fodbold for kvinder 2013 var følgende spillere:
| Nr. | Navn                      | Mål | Minutter spillet |
| --- | ------------------------- | --- | ---------------- |
| 1   | Célia Šašić               | 17  | 532'             |
| 2   | Ramona Bachmann           | 11  | 848'             |
| 3   | María Paz Vilas           | 10  | 269'             |
| 3   | Verónica Boquete          | 10  | 799'             |
| 5   | Patrizia Panico           | 9   | 593'             |
| 5   | Isabell Herlovsen         | 9   | 630'             |
| 5   | Pernille Harder           | 9   | 720'             |
| 5   | Margrét Lára Viðarsdóttir | 9   | 824'             |
| 9   | Alexandra Popp            | 8   | 473'             |
| 9   | Manon Melis               | 8   | 540'             |
| 9   | Anna Żelazko              | 8   | 627'             |